# Zutulba
Zutulba là một chi bướm đêm thuộc họ Zygaenidae.

## Các loài
- Zutulba namaqua (Boisduval, 1847)
- Zutulba ocellaris (Felder, 1874)